# Prêmio Aloísio Magalhães
Prêmio Aloísio Magalhães é uma premiação que faz parte dos Prêmios Literários da Fundação Biblioteca Nacional e que é destinada a laurear o melhor projeto gráfico de um livro publicado no Brasil.

## História
Em 1995, ocorreu a primeira outorga dos então chamados Prêmios de Incentivo à Literatura e ao Livro Brasileiro com premiações em sete diferentes gêneros literários, cada uma nomeada em homenagem a um expoente de sua área. Para os projetos gráficos, o prêmio homenageou o designer gráfico Aloísio Magalhães (contudo, diferente das demais categorias, este prêmio só foi nomeado no ano seguinte).
Em 1998, o Prêmio Aloísio Magalhães passou a ser formalmente definido como uma premiação concedida a projeto gráfico.
Devido à pandemia de COVID-19, o Prêmio Aloísio Magalhães não foi concedido entre 2020 e 2022 porque, como a avaliação dos inscritos na categoria de projeto gráfico demandaria o recebimento dos exemplares físicos e consequente envio dos mesmos para a comissão julgadora, essa logística não seria possível em razão da implantação do regime de trabalho remoto na Biblioteca Nacional. As demais categorias foram mantidas porque suas inscrições puderam ser feitas de forma totalmente on-line.
Em 2003, os Prêmios Literários da Fundação Biblioteca Nacional não foram realizados e, no ano seguinte, houve a premiação de apenas uma categoria, chamada Prêmio Fundação Biblioteca Nacional, voltada ao melhor livro do ano. Em 2005, todos os prêmios que haviam até 2002 voltaram a ser concedidos de forma individual.

## Premiados
| Ano  | Vencedores                                                                                 | Finalistas     | Notas  |
| ---- | ------------------------------------------------------------------------------------------ | -------------- | ------ |
| 1995 | O Avesso e o Direito Victor Burton                                                         | Sem informação | [ 1 ]  |
| 1996 | Guia dos Curiosos Sílvia Ribeiro                                                           | Sem informação | [ 2 ]  |
| 1997 | Retratos do Brasil - coleção de vários autores Victor Burton                               | Sem informação | [ 9 ]  |
| 1998 | Carol Sá, pelo conjunto de projetos gráficos                                               | Sem informação | [ 3 ]  |
| 1999 | Evelyn Grumach, pelo conjunto de trabalhos realizados com a editora Civilização Brasileira | Sem informação | [ 10 ] |
| 2001 | Dicionário Houaiss da Língua Portuguesa Victor Burton                                      | Sem informação | [ 11 ] |
| 2002 | Farnese de Andrade Raul Loureiro / Cosac Naify                                             | Sem informação | [ 12 ] |

| Ano  | Projeto gráfico (Prêmio Aloísio Magalhães) |
| ---- | --- |
| 2005 | Bia Lessa e Dora Levy, por Grande Sertão: Veredas, de Guimarães Rosa |
| 2006 | Liga Editorial, por O Livro no Brasil, de Laurence Hallewell |
| 2007 | Elaine Ramos Coimbra, por Coleção Moda Brasileira, de João Rodolfo Queiroz (org.) |
| 2008 | O Fazedor de Velhos, de Rodrigo Lacerda |
| 2009 | Marina Carolina Sampaio, por Lina por escrito: textos escolhidos de Lina Bo Bardi |
| 2010 | Raul Loureiro e Cláudia Warrak, por Roupa de artista - O vestuário na obra de arte, de Cacilda Teixeira da Costa |
| 2011 | Gabriela Castro, por Apreensões, de Bob Wolfenson |
| 2012 | Germana Gonçalves de Araújo, por Bonita Maria do Capitão, de Germana Gonçalves de Araújo e Vera Ferreira (org.) |
| 2014 | Flávia Castanheira, por Esopo: Fábulas Completas de Esopo |
| 2015 | Frederico Tizzot, por A mão na pena de Dalton Trevisan |
| 2016 | Raquel Matsushita, pela coleção Pedro Fugiu de Casa, de Jorge Nóbrega |
| 2017 | Gabriela Marques de Castro, Gustavo Marchetti e Paulo André Chagas, por Anri Sala: o momento presente, de Heloisa Spada (org.) |
| 2018 | 1º: Gabriela Marques de Castro, Paulo André Chagas e Gustavo Marchetti, por O nome do medo, de Lisette Lagnado (org.) 2º: Gustavo Piqueira, por De novo, de Gustavo Piqueira 3º: Elaine Ramos Coimbra, por Corpo a corpo - A disputa das imagens, da fotografia à transmissão ao vivo, de Thyago Nogueira (org.); e Raquel Matsushita, por Catálogo de perdas, de de João Anzanello Carrascoza |
| 2019 | 1º: Felipe Cavalcante, por Clarice, de Roger Mello 2º: Elaine Ramos Coimbra, por A Origem das Espécies, de Charles Darwin 3º: Bloco Gráfico, por 1968: Paris, Rio, de Bruno Barbey e Pedro de Moraes |